# Bodegón con quesos, alcachofa y cerezas
Bodegón con quesos, alcachofa y cerezas es un cuadro de la pintora flamenca Clara Peeters pintado hacia el año 1625, y expuesto actualmente en el Museo de Arte del Condado de Los Ángeles.

## Descripción
Se trata de una pintura al óleo con unas dimensiones de 47 x 33 cm. Este trabajo pertenece a un grupo de cuadros firmados pero no datados que difiere claramente en contenido y estilo de los pocos que están datados, todos de 1608 a 1612. La austeridad y compacidad del cuadro lo sitúa de manera más cercana a la época en que conoció a los jóvenes pintores contemporáneos de Haarlem, Pieter Claesz y Willem Claesz, a mediados de los años 1620. Otra prueba que lo sitúa en esa fecha es que las alcachofas llegaron a Holanda, provenientes del levante italiano, a finales del siglo XVI, pero no llegaron a las casas hasta 1621, cuando el importador Hondius de Leiden las empezó a comercializar de forma masiva.
Los alimentos pintados en esta pintura, queso, alcachofa, cerezas y la sal, no eran demasiado accesibles en el siglo XVII, sirviéndose en las casas de familias acomodadas, con buena posición económica y social. Demostrar la variedad de alimentos, autóctonos y exóticos, que podían llegar a tener en la mesa era algo habitual entre los flamencos. De hecho, en los Países Bajos, durante la etapa barroca, tanto la naturaleza muerta era un temas pictórico muy apreciado, sobre todo si se mostraba comida en los mismos, siendo encargos habituales para decorar los hogares.
Peeters representa en este cuadro una naturaleza muerta de desayuno, una especialidad de Haarlem, en el que son agrupados sus alimentos habituales como el pan, la mantequilla, la sal y frutas. También añade una alcachofa, que raramente aparece en este tipo de pinturas. Los tres quesos están colocados de tal modo que enfatizan sus diferencias de colores, texturas y formas. Coronando la pila, se levanta un plato chino de la época Wanli, conteniendo una suave y estriada mantequilla que contrasta con la textura seca del queso. El salero chapado de plata contiene unas decoraciones grabadas que estaban de moda en los años 1620.
Peeters muestra la comida dispuesta siguiendo la convención de las naturalezas muertas de principios del XVII, de manera que insinúa que está preparada para comer e, incluso, que alguien la ha probado. En este caso se muestra el hueso roído de una cereza. Exhibe el corte de alcachofa como un objeto de gran belleza, con el color carmesí de las hojas interiores y pinchos sobre el corazón.
Los quesos probablemente sean gouda. Debajo se muestra lo que parece un panecillo de centeno redondo, posiblemente listo para ser cortado y mezclado con el queso. Además, se ve mantequilla en la escena, lo que parece extraño ya que no era habitual mezclarla con el pan si había queso.